# Tony Lévy
Tony Lévy, född 1943 i Egypten, är en fransk matematikhistoriker och politisk aktivist.